# Högbonden (île)
Pour les articles homonymes, voir Högbonden.
Högbonden est une île de Suède située dans la mer Baltique. Elle dépend de la paroisse de Nordingrå, dans la commune de Kramfors (ancienne province d'Ångermanland). Elle fait partie de la réserve naturelle de Högbonden, créée en 1987 et comprenant 347 hectares (dont 88 de terres), qui comprend aussi les îles de Höglosmen et Furan.

## Histoire
L'île comporte un phare construit entre 1909 et 1910 : le phare d'Högbonden.

Carte de Högbonden.